# جيفري بروس كلاين
جيفري بروس كلاين (بالإنجليزية: Jeffrey Bruce Klein)‏ هو صحفي أمريكي، ولد في 15 يناير 1948.